# سوبر سيتي رينجرز
سوبر سيتي رينجرز (بالإنجليزية: Super City Rangers)‏ هو فريق كرة سلة نيوزلندي تأسس في سنة 1990 يقع مقره في أوكلاند. يلعب في الدوري النيوزيلندي لكرة السلة. من لاعبيه ماركو ألكسندر، ميكا فوكونا وديلون باوتشر.

## وصلات خارجية
- الموقع الرسمي